# Viveca Sten

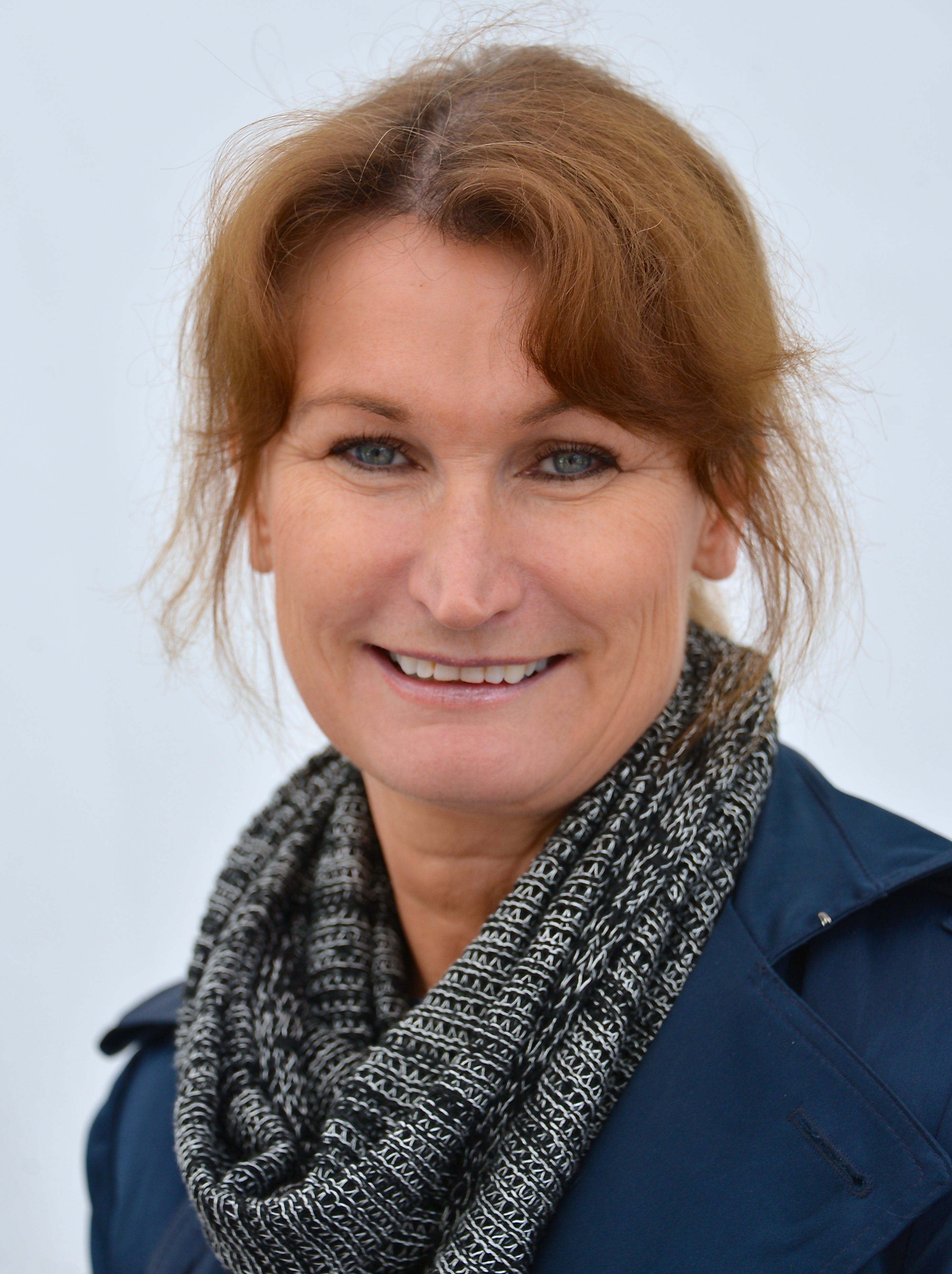
Viveca Sten (2013)

Viveca Sten (Stockholm, 18 juni 1959) is een Zweedse schrijfster en juriste.
De boeken van Viveca Sten spelen zich af op Sandhamn, een eiland in de archipel voor de kust van Stockholm. Sinds haar kindertijd bracht ze zomers door op Sandhamn waar haar familie sinds meerdere generaties een huis heeft. Ze haalde een Bachelor of Laws aan de Universiteit van Stockholm en een MBA aan de Stockholm school of economics. Ze heeft gewerkt bij Amadeus Scandinavia (SAS), LetsBuyit.com en PostNord (Zweeds-Deense posterijen). Ze werkt als schrijfster, juridisch adviseur, regisseur en docent.
Viveca Sten woont buiten Stockholm. Ze is gehuwd en moeder van drie kinderen.